# Rzęsa drobniutka
Rzęsa drobniutka (Lemna minuta Kunth) – gatunek drobnych, pływających roślin wodnych z rodzaju rzęsa w rodzinie obrazkowatych, pochodzący z Ameryki, gdzie występuje na obszarze od północnych Stanów Zjednoczonych do Argentyny, Chile i Urugwaju. Gatunek ten został introdukowany do Europy. W Polsce bardzo rzadki, kenofit, zaobserwowany po raz pierwszy w roku 2007 na dwóch stanowiskach: w rezerwacie przyrody Łężczak oraz w Ogrodzie Botanicznym we Wrocławiu. 
Typem nomenklatorycznym gatunku jest okaz zielnikowy zebrany przez R. A. Philippi w maju 1857 w Santiago, przechowywany w herbarium Staatliches Museum für Naturkunde w Stuttgarcie (STU), wskazany przez Reveala w Taxon 39: 329 (1990). Okazy również w BM, G, GOET, K, LE, MEL, MO, S, SGO, UPS, ZT.
Epitet gatunkowy minuta w języku łacińskim oznacza "drobna".

## Morfologia
PokrójLemna minuta jest najmniejszą rzęsą, osiągającą długość od 0,8 do 4 mm, jednak przeważnie nieprzekraczającą 1 mm.
PędRoślina o ciele uproszczonym, której jedynymi wyróżnialnymi organami są zredukowane kwiaty oraz korzeń. Jej organizm stanowi luźnokomórkowy człon pędowy, spłaszczony, owalno-podłużny w zarysie, symetryczny, lekko zgrubiały pośrodku, o cienkich brzegach, z jedną, delikatną wiązką przewodzącą, sięgającą połowy odcinka między nasadą korzenia a wierzchołkiem. Rzęsy tego gatunku rosną na powierzchni wody, pojedynczo lub w parach. Są to organizmy proliferatyczne. Organizmy potomne powstają w 2 merystematycznych woreczkach umieszczonych brzusznie po każdej stronie członu pędowego (powstają w nich również kwiaty)
KorzenieLemna minuta tworzy po brzusznej stronie członu pędowego pojedynczy korzeń, pozbawiony tkanki przewodzącej, bardzo smukły, nieprzyrastający na grubość, nierozgałęziający się, nie rozwijający włośników, o końcu okrytym pochewką i długości do 1,5 cm.
KwiatyZ uwagi na skuteczność rozmnażania wegetatywnego rośliny z tego gatunku rzadko kwitną. Kwiaty obupłciowe powstają pojedynczo w każdym z woreczków umieszczonych po bokach członu pędowego i otoczone są błoniastą pochwą. Kwiat zbudowany jest z jednokomorowej zalążni jednozalążkowej, zakończonej kubeczkowatym znamieniem, i dwóch dwukomorowych pręcików.
OwoceOwocem jest kulista i lekko spłaszczona, podobna do mieszka łagiewka, zawierająca podłużnie żeberkowane nasiono z wyraźnym wieczkiem (operculum).
Gatunki podobneRzęsa drobna i rzęsa turionowa, różniące się większymi rozmiarami członu pędowego, tworzeniem 3 wiązek przewodzących oraz łączeniem się w liczniejsze kolonie.

## Biologia i ekologia
Lemna minuta jest rośliną wodną, jednoroczną, unoszącą się na powierzchni wody lemnid. Kwitnie bardzo rzadko, od późnej wiosny do wczesnej jesieni. Zasiedla słodkowodne stawy, bagna i spokojne strumienie, o wodzie mezotroficznej do eutroficznej, na wysokości od 0 do 2600 m n.p.m.. W Polsce występuje w sztucznych, stosunkowo płytkich zbiornikach wodnych, obfitych w ryby, o wodzie czystej i eutroficznej, na stanowiskach słonecznych i zacienionych. Komórki roślin tego gatunku posiadają 36, 40 lub 42 chromosomów, tworzących odpowiednio 18, 20 lub 21 par homologicznych.